# 王首道
王首道（1906年4月13日—1996年9月13日），原名王芳林，男，湖南浏阳人，中国共产党、中华人民共和国政治人物，原副国级领导人。曾任中華人民共和國交通部第二任部長、中国计划生育协会第一任会长。
王首道1925年加入中國共產黨。历任中共湘鄂赣边特委书记，中共湖南省委常委，中共湘赣省委书记，中共中央组织局秘书长，军委第一野战纵队政治部主任，国家保卫局执行部部长，红军保卫局局长，红十五军团政治部主任，参与长征。1937年6月起任中共中央秘书长。1940年起任中共中央直属机关生产节约运动委员会主任。1944年10月任八路军南下支队政委，參與抗日戰爭。内战时期任中共中央中原局常委、中原军区副政治委员兼政治部主任，军事调处执行部沈阳二十七执行小组中共代表，东北行政委员会财经委员会主任，后任经济委员会主任。1946年11月起任中共中央东北局委员、东北局财经办事处主任、东北局财经委员会委员。1949年任湖南省长沙市军管会副主任。1949年3月至1952年9月任中共湖南省委副书记。中华人民共和国成立後，历任湖南省人民政府主席、中央人民政府交通部副部長、中华人民共和国交通部部長、中共广东省委書記、中國人民政治協商會議全國委員會副主席、全国人大常委会法制委员会副主任委员、中国计划生育协会第一任会长等职。

## 生平

### 早年经历
1925年，王首道加入中国共产主义青年团。1926年3月，入毛泽东主办的第六届广州农民运动讲习所。1926年春，任农民运动讲习所党小组长，转入中国共产党。1926年9月，被派到湖南从事农运工作，先在祁阳县担任省农运特派员，后任中共浏阳县特支书记、县委书记。

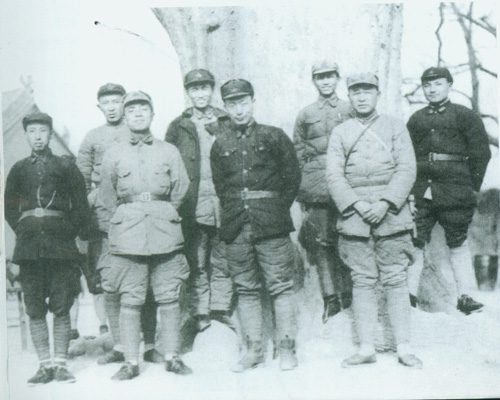
1936年2月，红一军团、红十五军团部分领导干部在陕西淳化合影。前排左起：王首道、杨尚昆、聂荣臻、徐海东。后排左起：罗瑞卿、程子华、陈光、邓小平。

1928年，王首道任中共湘鄂赣边特委书记，1930年5月任中共湖南省委常委，负责组织工作。1931年初到上海向中央汇报工作，同年10月被派到湘赣苏区工作。在中共湘赣省第一次、第二次代表大会上连续当选为省委书记。1933年春，王首道因抵制王明路线被撤销中共湘赣省委书记职务。1933年11月，被调往中央苏区。1934年春，任中共中央组织局秘书长，参加长征，任军委第一野战纵队政治部主任。途中任国家保卫局执行部部长。
到达陕北后，王首道任西北保卫局局长。东征战役时任红军保卫局局长。1936年春，王首道任红十五军团政治部主任。1937年6月起，王首道任中共中央秘书长。负责刚刚恢复建制的中共中央秘书处。

### 抗日战争时期

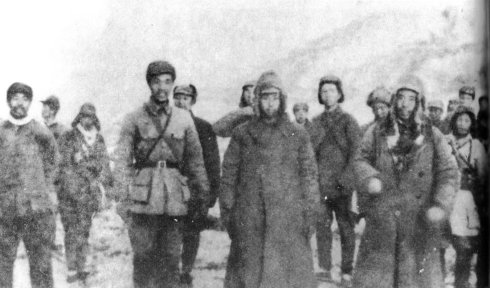
1944年12月27日，八路军南下支队在河南踏冰过黄河，向华南挺进。前排右起为：王震、王首道、王恩茂。

1940年起，王首道任中共中央直属机关生产节约运动委员会主任，参与大生产运动。1944年10月，日军在“一号作战”中击溃中国政府军，于是王震、王首道受命率359旅主力组成“国民革命军第18集团军第1游击支队”（八路军南下支队），王首道任政治委员，进军湘粤赣。1945年1月与李先念的新四军第5师会师，之后再次南下并渡江成功，抵达湖南平江、浏阳地区，改称“湖南人民抗日救国军”。1945年6月，部队继续向南挺进，到达湖南中部地区时日军投降，使得蒋介石得以调集薛岳部队围攻此路孤军。王震前进至广东南雄地区后，原计划与东江纵队汇合的方案被打破，不得不北返与新四军第5师、王树声的河南军区部队会合。1945年，王首道当选中共第七届中央候补委员。

### 第二次国共内战时期
1945年10月，王首道任中共中央中原局常委、中原军区副政治委员兼政治部主任。1946年4月，王首道调任军事调处执行部沈阳二十七执行小组中共代表。1946年8月，王首道任东北行政委员会财经委员会主任，后任经济委员会主任，后又担任中共中央东北局委员、东北局财经办事处主任、东北局财经委员会委员。参与组建财政和生产管理机构，逐步统一财政，建立财经制度，整顿财经纪律。同时，开展对外贸易，增加经济收入，特别是把恢复和发展工农业生产作为最根本的工作，并注意团结使用技术人才，正确对待私营工商业。
1948年11月，王首道跟随陈云接管沈阳。1949年3月，参加在西柏坡召开的中共七届二中全会，随后随军南下，担任中共湖南省委副书记、中共中央华中局委员，具体组织了争取程潜、陈明仁倒戈的工作。占领长沙后，兼任长沙市军管会副主任。

### 中华人民共和国成立后
中华人民共和国成立後，王首道任湖南省人民政府主席。1952年開始任中央人民政府交通部副部長。1954年11月，任国务院第六办公室主任。1954年12月，当选为政协第二届全国委员会常务委员。1956年9月，中共七届七中全会递补王首道为中央委员。1958年2月，王首道任中华人民共和国交通部部长。1964年5月，调任中共中央中南局书记处书记。1965年1月，当选为政协第四届全国委员会常务委员。
1968年2月，王首道任广东省革委会副主任、中共广东省委书记。1977年12月，当选广东省政协主席。1978年3月，王首道当选为第五届全国政协副主席。1979年2月，任第五届全国人大常委会法制委员会副主任委员。
王首道是中国计划生育协会第一任会长。於1956年至1977年中共八大至中共十一大均選為中央委員，1982年中共十二大至1987年中共十三大均被選為中共中央顧問委員會委員、常務委員會委員。1996年9月13日在北京逝世，享年90歲。